# Ƒ
De letter Ƒ (kleine letter ƒ) is een letter uit het Afrikaans referentiealfabet, een uitbreiding van het Latijnse schrift specifiek voor Afrikaanse talen. De Ƒ wordt gebruikt in het Ewe, een taal uit de familie van Niger-Congotalen, en wordt daar uitgesproken als [ɸ] in IPA-notatie. De hoofdletter lijkt erg op de digamma (of wau) uit het Oud-Grieks alfabet.
De kleine letter ƒ heeft dezelfde vorm als het valutateken voor de Nederlandse gulden, hoewel ook vaak "fl." als afkorting werd gebruikt. De letter en de afkorting zijn afkomstig van de oorspronkelijke benaming van de munt: gulden florijn.
De hoofdletter en kleine letter zijn in Unicode ondergebracht als U+0191 "Latijnse hoofdletter F met haakje" en U+0192 "Latijnse kleine letter F met haakje". De kleine letter fungeert daar ook als weergave van het guldenteken.
Op Microsoft Windows kan men de kleine letter ƒ invoeren met Alt + 0131 of 159. Op MacOS gebruikt men ⌥ Opt+F en op Linux Ctrl+⇧ Shift+U + 192. De HTML-codering voor de kleine ƒ is &#x192;, en voor de grote Ƒ is dat &#x191;.